# Crucifixión entre María y San Francisco
La Crucifixión entre María y san Francisco era una pintura de Filippino Lippi sobre tabla de 186 x 179 cm, de hacia 1500 y conservada en los Staatliche Museen de Berlín, que resultó destruida en el Incendio de la Flakturm Friedrichshain durante la Segunda Guerra Mundial.

## Historia
La obra formaba un tríptico con el San Juan Bautista y la María Magdalena hoy en la Galería de la Academia de Florencia, y es recordada por Vasari en la destruida iglesia de San Ruffillo (antiguamente en la plaza dell'Olio), pero hay dudas sobre su nota, que quizás estaba equivocada.
De hecho Vincenzo Borghini en 1584 describió con más precisión el retablo dentro de la iglesia de San Procolo, sobre el altar Valori, con los dos paneles laterales y un fresco arriba con San Francisco recibiendo los estigmas.
En el siglo XVIII el tríptico fue desmembrado y el panel central fue trasladado primero a la sacristía y luego puesto en venta, pasando por la colección Solly de Londres antes de llegar en 1821 al Kaiser Friedrich Museum de Berlín, que adquirió la colección entera.
En 1945, a finales de la guerra, se perdió cuando uno de los depósitos de obras de arte en la cual se conservaban muchos cuadros y tablas de gran formato de gran importancia resultó destruido.

## Descripción y estilo
El arcaico fondo dorado del panel se debió al expreso pedido del comitente, que debía ser un defensor de Girolamo Savonarola. A ello también aluden las numerosas calaveras y huesos esparcidos por el árido suelo y el tono ascético de los santos, entre los cuales destacan los dos en los paneles laterales.
Jesús crucificado estaba representado en posición patéticamente arqueada, reproducida de otro pequeño Crucifijo en Prato. A los lados se encontraban arrodillados a la izquierda María orante y a la derecha san Francisco con un crucifijo en la mano y los estigmas bien visibles. A los lados de la Cruz volaban tres ángeles recogiendo en cálices la sangre manando de Cristo (las de las manos y el costado), según una iconografía medieval muy difundida. Las cintas ondulantes en sus manos son típicas de Filippino y se encuentran en muchas de sus obras de madurez.